# Geflügelvelouté
Geflügelvelouté ist eine Velouté aus Geflügelfond und gehört zu den weißen Grundsaucen. Sie ist die Basis zahlreicher Saucen für Gerichte aus Geflügel und Gemüse. Hierfür wird Mehl in Butter angeschwitzt, mit Geflügelfond aufgegossen und langsam gekocht (mindestens 15 Minuten, um den Mehlgeschmack zu verlieren).